# Lyme Regis
Lyme Regis è un paese di 4 406 abitanti della contea del Dorset, in Inghilterra. È noto per essere il luogo ove sono ambientati i romanzi Persuasione di Jane Austen, La donna del tenente francese di John Fowles e Strane creature di Tracy Chevalier.

## Storia
La città è nota per i fossili ritrovati nei dirupi e nelle spiagge attigue, che sono parte della Heritage Coast (nota anche come Jurassic Coast), un sito UNESCO patrimonio dell'umanità. La Jurassic Coast copre una distanza di 153 chilometri, da Orcombe Point a Old Harry Rocks. Le rocce lungo la costa risalgono al Triassico, al Giurassico e al Cretaceo e comprendono terreni che coprono circa 185 milioni di anni.
Le località intorno a Lyme Regis hanno fornito numerosissimi fossili di notevole importanza, in particolare la roccia del Blue Lias, nella quale si rinvengono esemplari ben conservati di numerosi rettili marini e anche dinosauri. Molte delle prime scoperte di rettili estinti furono fatte in questa zona, principalmente ad opera di Mary Anning (1799-1847). Ritrovamenti significativi includono ittiosauri, plesiosauri, lo pterosauro Dimorphodon e il dinosauro Scelidosaurus. La città di Lyme Regis festeggia annualmente un Mary Anning Day e un festival dedicato ai fossili.